# Gunn City
Gunn City è un villaggio degli Stati Uniti d'America, situato nello Stato del Missouri, nella contea di Cass. La popolazione era di 118 abitanti nel censimento del 2010. Fa parte dell'area metropolitana di Kansas City.

## Storia
Gunn City è stata pianificata nel 1871. Deve il suo nome a O. B. Gunn, un ingegnere della Missouri–Kansas–Texas Railroad.

## Geografia
Gunn City ha coordinate 38°39′59″N 94°09′46″W (38.666319, -94.162646).
Secondo l'Ufficio del censimento degli Stati Uniti d'America, il villaggio ha un'area totale di 0,21 km2, tutti di terreno.

## Società

### Evoluzione demografica

#### Censimento del 2010
Secondo il censimento del 2010. c'erano 118 persone, 34 abitazioni domestiche, e 27 famiglie che vivevano nel villaggio. La densità di popolazione era di 569,5 abitanti per km2. La popolazione era composta per l'89,8% da bianchi, per lo 0,8% da afro-americani, per lo 0,8% da isolani del Pacifico e dall'8,5% da due o più razze. Gli ispanici e i latino-amiericani di qualsiasi razza erano lo 0,8% della popolazione.
C'erano 34 famiglie, delle quali il 50% aveva bambini sotto i 18 anni che vivevano con loro, il 52,9% erano coppie sposate che vivevano insieme, il 17,6% avevano una proprietaria donna senza un marito presente, l'8,8% aveva un proprietario uomo senza moglie presente, e il 20,6% non erano famiglie. Il 5,9% di tutte le famiglie erano costituite da individui.
L'età media nel villaggio era di 33 anni. Il 33,1% dei residenti aveva meno di 18 anni; il 7,5% aveva un'età compresa tra 18 e 24; il 30,5% andava tra i 25 e i 44 anni; il 20,3% andava tra i 45 e i 64 anni; l'8,5% aveva più di 64 anni. Il 47,5% della popolazione era composto da uomini, mentre le donne erano il 52,5%.

#### Censimento del 2000
Secondo il censimento del 2000, nel villaggio c'erano 85 persone, 32 abitazioni domestiche e 24 famiglie. La densità di popolazione era di 410.2 persone su km2. C'erano 33 unità abitative a una densità media di 159.3 su km2. Tutta la popolazione era composta da bianchi.
C'erano 32 famiglie, delle quali il 43,8% aveva bambini sotto i 18 anni che vivevano con loro, il 65,6% erano coppie sposate che vivevano insieme, il 12,5% erano proprietarie donne senza un marito presente, e il 21,9% non erano famiglie. Il 15,6% di tutte le famiglie era composto da individui, e il 6,3% era composto da anziani sopra i 65 anni che vivevano da soli.
Nel villaggio la popolazione era eterogenea, con il 32,9% di abitanti sotto i 18 anni, il 2,4% tra 18 e 24 anni, il 35,3% da 25 a 44 anni, il 17,6% dai 45 ai 64 anni e l'11,8% sopra i 64 anni. L'età media era di 30 anni. Per ogni 100 donne, c'erano 117,9 uomini. Per ogni 100 donne di almeno 18 anni, c'erano 103,6 uomini.
Il reddito medio per un'abitazione era di $28.333, e il reddito medio per una famiglia era di $27.500. Gli uomini avevano un reddito medio di $31.250 contro gli $11.875 delle donne. Il reddito pro capite per il villaggio era di $11.144. Il 18,8% delle famiglie e il 22,2% della popolazione vivevano al di sotto della soglia di povertà, incluso il 30% degli under 18 e nessuno sopra i 64 anni.

## Curiosità
Un famoso accadimento avvenne a Gunn city il 23 aprile del 1872, che viene ricordato come il "Massacro di Gunn City". Adirati per una truffa di alcuni funzionari di un'azienda che stava costruendo una ferrovia per Santa Fe, in Nuovo Messico, i cittadini hanno reagito bloccando i truffatori su un treno e uccidendoli con armi da fuoco.